# Eulasia vittata lineata
Eulasia vittata lineata es una subespecie de coleóptero de la familia Glaphyridae.

## Distribución geográfica
Habita en Siria Turquía.